# Arxiu de la Reial Cancelleria de Granada
L'Arxiu de la Reial Cancelleria de Granada és un arxiu on es conserven els fons documentals de la Reial Audiència i Cancelleria de Granada (Espanya). Primer va estar en els baixos del Palau de la Cancelleria, un lloc poc idoni, en el qual, per un desbordament del riu Darro, es perderen un nombre important de lligalls. A més durant la Guerra Civil espanyola una part dels seus fons es van destruir per fabricar pasta de paper. En 1963 l'arxiu es va traslladar a la Casa del Pare Suárez. Els fons estan en un edifici construït per a tal fi en l'antic jardí.
L'Arxiu de la Reial Cancelleria recull 64 fons i col·leccions de diferents procedències, la major part amb el denominador comú del seu origen públic, en haver estat produïts i acumulats pels òrgans de l'Administració de Justícia. Entre ells el de l'Audiència Territorial de Granada, a l'Arxiu de la qual va estar incorporat el Cos Facultatiu des de l'any 1931, i els dels jutjats de partit, comarcals, de districte i municipals de la província de Granada, així com els dels òrgans judicials de les jurisdiccions especials. Són 31.300 lligalls agrupats en deu seccions, a més de 6.834 llibres. També disposa d'una biblioteca especialitzada i un quadre de personal de 14 persones. El nombre de places per a investigadors de l'arxiu és de 40. A més dels fons de la Cancelleria també conserva altres fons procedents de jutjats.
L'Arxiu es va transferir a l'administració autonòmica pel reial decret 864/1984, de 29 de febrer, assumint la Junta d'Andalusia les competències de gestió del mateix a través de la Conselleria de Cultura. Així l'Arxiu s'integrà en el Sistema Andalús d'Arxius dins del Subsistema d'Arxius de titularitat estatal i gestió autonòmica.
S'hi poden consultar en línia la Col·lecció d'Hidalguies i el Catàleg de Plets.

## Història
L'Arxiu de la Reial Cancelleria com a institució del patrimoni neix en 1904 en produir-se el traspàs de la custòdia del fons de la Reial Audiència i Cancelleria de Granada des del Ministeri de Gràcia i Justícia al d'Instrucció Pública i Belles Arts; i amb la incorporació del Cos Facultatiu d'Arxivers, Bibliotecaris i Arqueòlegs al seu servei des de 1906, en compliment del que es disposa en el capítol 15, secció setena de Pressupost General de l'Estat, aprovat per Reial Ordre de 4 de gener de 1904.
El fons amb el qual es constituïa l'Arxiu, com s'ha dit, era el generat per la Reial Audiència i Cancelleria de Granada, que havia estat completat en 1854 amb els protocols dels escrivans, als quals la Reial Ordre de 12 de maig, va obligar a lliurar a l'Audiència Territorial de Granada, per formar l'Arxiu General. Caldria esperar, no obstant això fins a 1923 per completar l'Arxiu, amb la incorporació del protocol del chanciller, format pels documents produïts pels tres oficials de la Taula del Segell: el tinent de chanciller, el registrador i el comptador de la raó, atès que els drets de l'ofici de chanciller s'havien extingit, revertint a l'Estat en 1917 a la mort del seu últim posseïdor.